# 小松海佑
小松 海佑（こまつ みゆう、1996年12月9日 - ）は、フリーで活動する日本の男性お笑い芸人である。漫才コンビ・銀兵衛の元メンバー。
身長:163cm、体重:52kg、スリーサイズ:B83cm・W69cm・H89cm

## 来歴
岩手県盛岡市出身。
高校の同級生で同じ部に所属していた友人とコンビを組み、2017年に銀兵衛を結成した。当時はマセキ芸能社に所属していた。
2021年7月にマセキ芸能社を退社し、同年12月14日に「各々やりたいことが違くなったからです」という理由での解散とピン芸人移行を自身のTwitterで発表した。
解散から約1年後の2022年12月に、初のソロライブ「蔑ろにされる魂の種類」を開催した。このころ、ロングコートダディの堂前透が小松を「まだ世間にバレてない天才芸人」として紹介した。
主に漫談で活動するようになり、2023年10月には日刊サイゾーでお笑い関係の連載を持つライターの新越谷ノリヲから、小松のYoutube動画について「先鋭化してるというか」「まあホントにすごい」という評価を受けた。